# Classe Yung Feng
La classe Yung Feng (chinois : 永丰) est une série de chasseurs de mines côtiers conçus pour trouver, identifier et détruire les mines navales amarrées et à fond. Ils sont construits en Allemagne par Abeking & Rasmussen (en) pour la Marine de la république de Chine (ROCN, Taïwan).

## Historique
Les chasseurs de mines de la classe Yung Feng sont mis en service en 1991.
Leur coque extérieure est un revêtement en bois résine renforcée en fibre de carbone, le pont est en alliage d'aluminium pour répondre aux faibles exigences magnétiques des navires chasseurs de mines. L'équipement le plus spécifique de cette classe est le Pingouin, un véhicule de déminage télécommandé semblable à un mini sous-marin.

## Unités
- ROCS Yung Feng (MHC-1301)
- ROCS Yung Chia (MHC-1302)
- ROCS Yung Nien (MHC-1303)
- ROCS Yung Shun (MHC-1305)[Note 1]

## Galerie

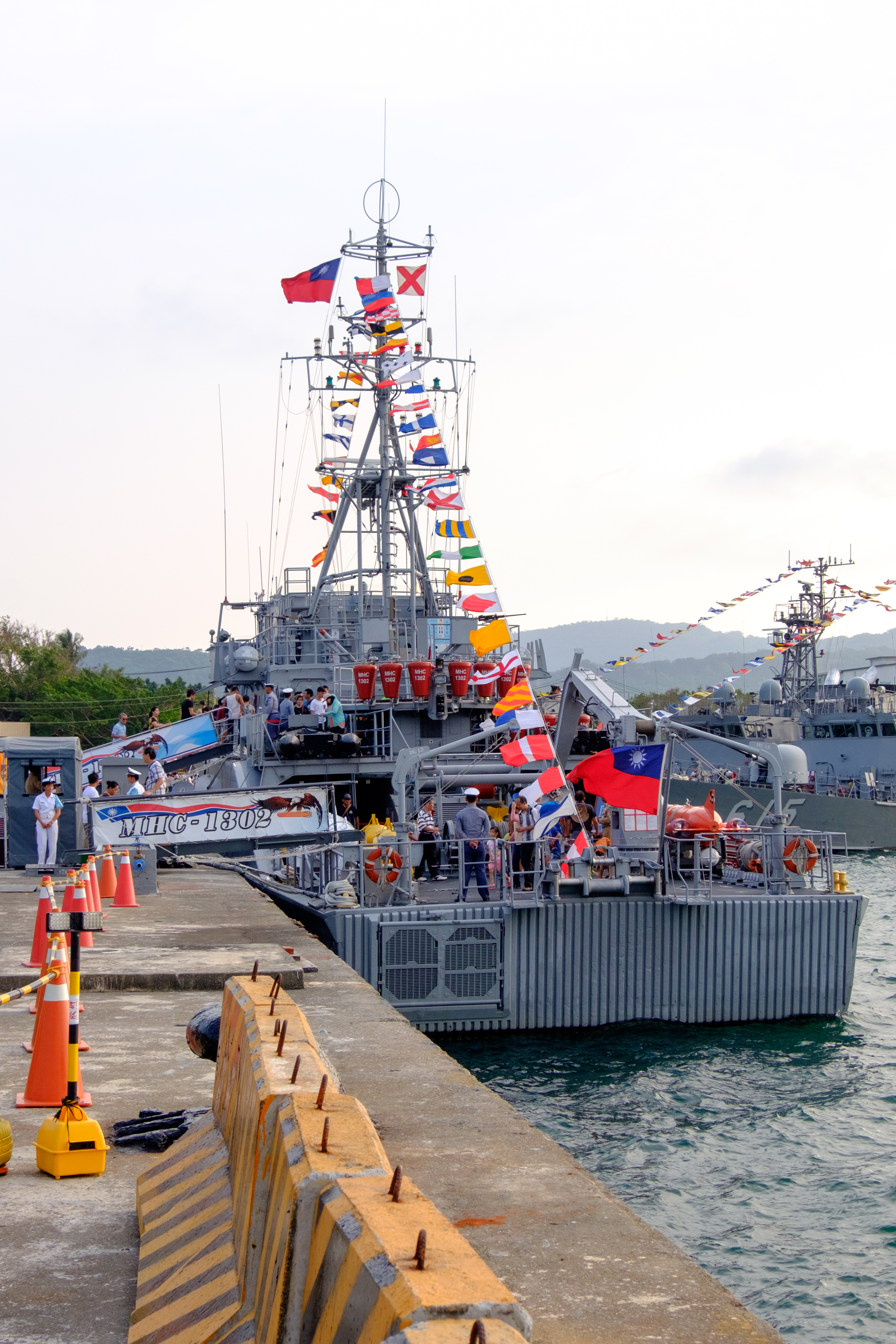
Yung Chia
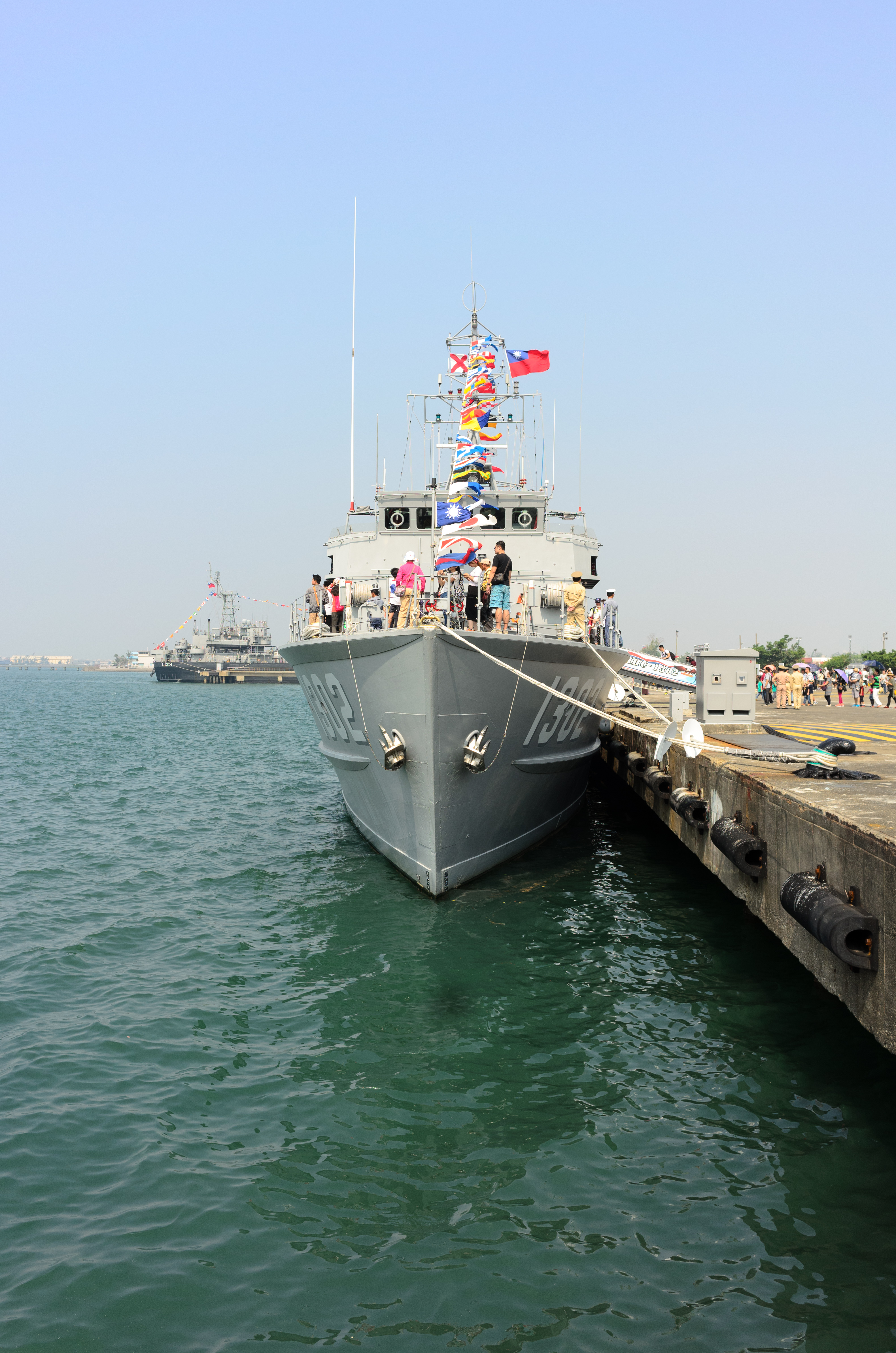
Yung Chia